# Evangelický kostel (Hranice)
Evangelický kostel v Hranicích, v okrese Cheb, byl přestavěn z kaple ze 14. století. Prošel řadou úprav, a dnes je hlavní dominantou města. Přiléhá k němu také městský hřbitov.

## Historie

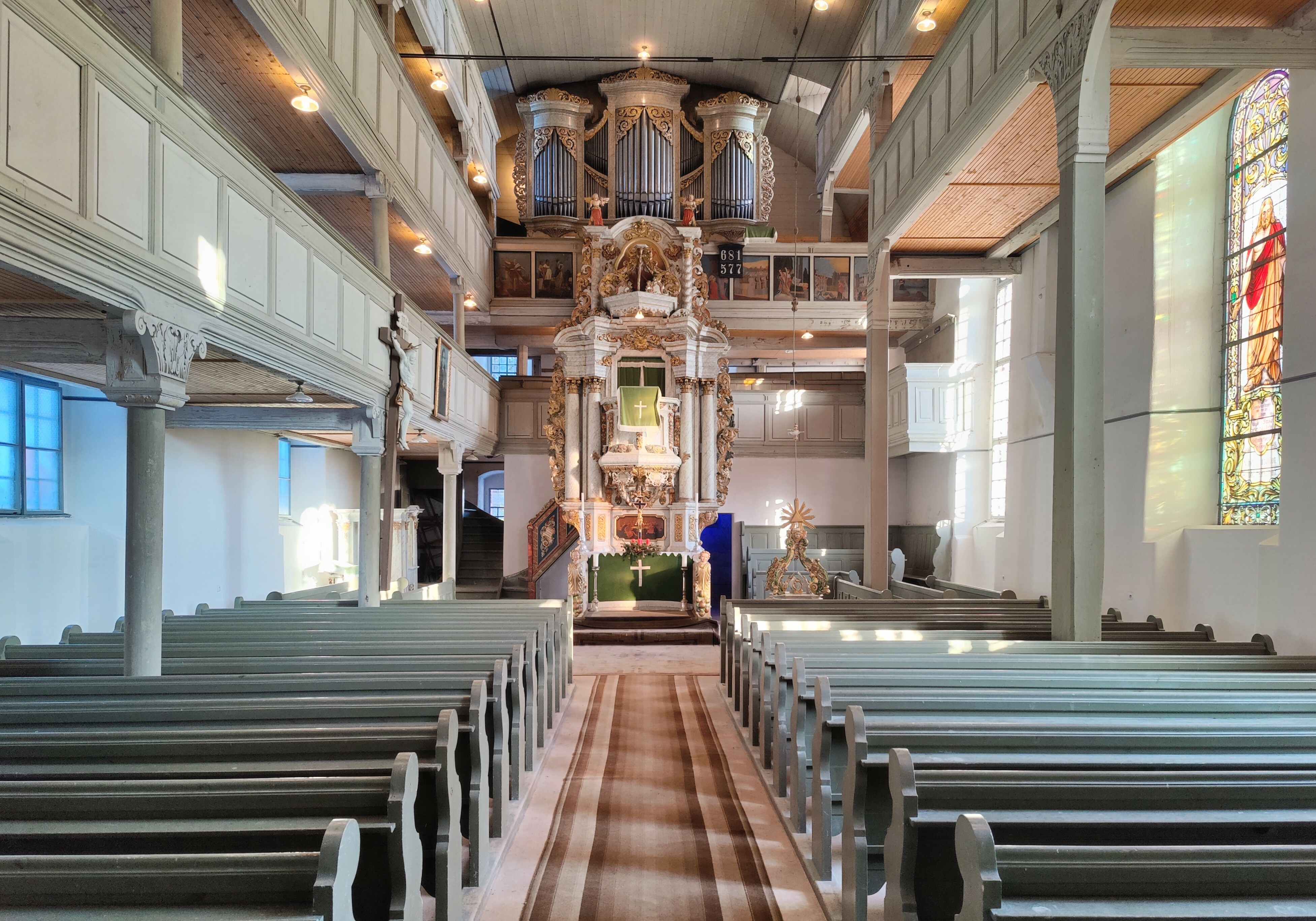
kostelní místnost (2023)

Přesný vznik kostela není znám. Vznikl však jako katolická kaple, zasvěcená svatému Martinovi, a to pravděpodobně koncem 14. století. Z historických záznamů lze usuzovat, že do Hranic v 1. polovině 15. století vstoupili husité, protože kostel byl znovu vysvěcen v roce 1432, biskupem Gerhardem ze Salomy. Jako důvod je uváděno znesvěcení kacíři, a to buďto samotnými Husity, či jejich příznivci. V této době kostel podléhal farnímu kostelu svatého Lorence v dnešním německém Hofu. Samostatnou farou se hranický kostel stal až v roce 1502. V té době již byla faráři vedena kronika, díky které jsou dějiny města dobře znatelné již od 15. století.
V roce 1629 museli evangeličtí faráři z Ašska opustit Čechy, a to kvůli rekatolizaci. Zedtwitzové (šlechta ovlivňující v té době celé Ašsko, včetně Hranic) se marně dovolávali práva na svobodu vyznání, které jim bylo minulými panovníky potvrzováno. Císař Ferdinand II. Štýrský pro Ašsko nepovolil výjimku. Nazpět se (i když ne s přímým povolením panovníka) vrátili faráři až v roce 1649 kdy využili zákonů daných vestfálským mírem.
V roce 1719 došlo k přestavbě lodi kostela. Tehdejších 240 míst (dalších 240 ke stání) již bylo nevyhovujících, a tak byla loď zvětšena a přestavěna v románském stylu. Barokní věž kostela zůstala v původní podobě. Zajímavostí je, že tato věž je založena na stejném základě, jako věž zničeného ašského kostela Svaté Trojice, a věž kostela Dobrého pastýře v obci Podhradí. A to na čtvercovém základě, dvakrát se ztenčujícím, s osmibokou nástavbou a cibulovitou kupolí. Ještě téhož roku byl kostel znovu vysvěcen, a v následujících letech bylo zakupováno nové vybavení; hlavní zvon v roce 1722, střední zvon v roce 1725, rozsáhlejší kazatelna v roce 1749, nové varhany v roce 1750.
V roce 1916, během 1. světové války, byly zabaveny oba kostelní zvony, roztaveny, a z jejich materiálu bylo vyráběno střelivo. Nových zvonů se kostel dočkal až po válce, v roce 1920.
V roce 1893 byl před kostelem odhalen památník padlým občanům ve válce z roku 1866. O pár let později, v roce 1928, zde byl odhalen další památník, tentokrát padlým v 1. světové válce.
V dnešní době spadá tento kostel pod Farní sbor Českobratrské církve evangelické Aš, která zvažuje jeho rekonstrukci.
V letech 2010-2011 prochází/projde kostel rekonstrukcí střechy. Oprava musela být rozdělena do dvou etap kvůli finanční náročnosti. NPÚ totiž podmínil rekonstrukci osazením břidlicové krytiny, která zde byla i v minulosti, a která patří k nejdražším variantám.

## Zajímavosti
- V roce 1679 daroval místní občan kostelu stříbrný kalich. Ten měl být v roce 1806 odevzdán panovníkovi, roztaven, a z jeho materiálu mělo poté být vyrobeno střelivo do napoleonských válek. Díky sbírce, v níž občané nasbírali stejné množství stříbra, jaké bylo obsaženo v kalichu, mohli tak kalich „vykoupit“, a ten poté v kostele zůstal do dnešních dnů.
- Všichni faráři od 15. století vedli kroniku města, a zapisovali do ní veškeré důležité události. Díky ní je tak možné velmi dobře mapovat historii Hranic.